# Anzême
Anzême település Franciaországban, Creuse megyében. Lakosainak száma 549 fő (2022. január 1.). Anzême Le Bourg-d’Hem, Bussière-Dunoise, La Celle-Dunoise, Champsanglard, Glénic, Jouillat, Saint-Fiel és Saint-Sulpice-le-Guérétois községekkel határos.

## Népesség
A település népességének változása:
| Lakosok száma | 707  | 508  | 519  | 555  | 560  | 575  | 578  | 555  | 543  | 549  |
|               | 1968 | 1982 | 1990 | 2006 | 2013 | 2015 | 2017 | 2019 | 2020 | 2022 |